# Episodi di Sissi, la giovane imperatrice (prima stagione)
| N° | Titolo                          | Data             |
| -- | ------------------------------- | ---------------- |
| 1  | Un sogno rivelatore             | 26 ottobre 2015  |
| 2  | Il ballo dell'imperatore        | 27 ottobre 2015  |
| 3  | Di nuovo a casa                 | 28 ottobre 2015  |
| 4  | Promesse d'amore                | 29 ottobre 2015  |
| 5  | Amare vuol dire...              | 30 ottobre 2015  |
| 6  | Chi ha paura del lupo cattivo?  | 2 novembre 2015  |
| 7  | L'incendio                      | 3 novembre 2015  |
| 8  | Il terzo incomodo               | 4 novembre 2015  |
| 9  | Come l'aquila e il gabbiano     | 5 novembre 2015  |
| 10 | Amore al primo sguardo          | 6 novembre 2015  |
| 11 | Sii sincero                     | 9 novembre 2015  |
| 12 | Il bacio (prima parte)          | 26 novembre 2015 |
| 13 | Il bacio (seconda parte)        | 27 novembre 2015 |
| 14 | Una cocente delusione           | 13 marzo 2016    |
| 15 | La lezione di Darwin            | 20 marzo 2016    |
| 16 | Un posto felice                 | 20 marzo 2016    |
| 17 | Qualche inverno fa...           | 26 marzo 2016    |
| 18 | Il messaggero venuto da lontano | 27 marzo 2016    |
| 19 | Incredibile ma vero!            | 27 marzo 2016    |
| 20 | Era la notte prima di Natale... | 1 aprile 2016    |
| 21 | La custode della memoria        | 3 aprile 2016    |
| 22 | A che gioco giochiamo?          | 9 aprile 2016    |
| 23 | Un piano per riconquistarti     | 10 aprile 2016   |
| 24 | Amiche per sempre               | 10 aprile 2016   |
| 25 | La grande ricompensa            | 16 aprile 2016   |
| 26 | Amore e altri misteri           | 17 aprile 2016   |